# Euphorbia cyrtophylla
Euphorbia cyrtophylla — вид рослин із родини молочайних (Euphorbiaceae), що зростає в західній і центральній Азії.

## Опис
Це гола сірувато-зелена рослина заввишки 15–30 см. Стеблові листки сидячі, на основі серцеподібні, яйцювато-ланцетні, 7–12 мм. Квітки жовті. Період цвітіння: травень — липень; період плодоношення: липень.

## Поширення
Зростає у таких країнах і територіях: Афганістан, Іран, Пакистан, Таджикистан, Узбекистан, Синьцзян. Населяє схили гір і краї оброблених полів.